# Elliot Reid
(Elliot Reid)
La dottoressa Elliot Reid è un personaggio della serie televisiva statunitense Scrubs - Medici ai primi ferri, interpretato da Sarah Chalke.

## Profilo
Elliot Reid è amica, fidanzata e collega del protagonista della serie John Dorian. È inoltre amica di Carla Espinosa e di Christopher Turk, gli altri personaggi principali della serie. È un medico di ruolo specializzato in endocrinologia all'ospedale Sacro Cuore.

## Caratteristiche
Nel primo episodio Elliot accenna al fatto che i suoi genitori volevano un maschio e questo giustifica il suo nome maschile. È ritratta come timida, insicura e ipercompetitiva, ma già nel secondo episodio il suo personaggio viene parzialmente modificato e comincia ad apparire mondana e logorroica. È molto insicura a proposito delle sue sopracciglia, della sua "gobba da dromedario" e della sua frangetta; inoltre ha attacchi di panico e si descrive come claustrofobica, verminofobica e fobofobica. Ha inoltre paura dei gatti (malgrado nella seconda stagione dica di averne posseduto uno) e ha dovuto affrontare questo timore quando lavorò per parecchi giorni in una clinica veterinaria. La sua insicurezza la porta a sostenere che tutti l'attacchino verbalmente "se solo la intravedono". Ha un talento innato per parlare a sproposito, per le gaffe e gli scivoloni; inoltre ha la tendenza a raccontare sempre delle storie (perlopiù sventure, cronache di persone a lei vicine, che al termine si suicidano impiccandosi) apparentemente fuori contesto circa la sua infanzia e oltre, che in qualche modo, secondo il suo punto di vista, possono collegarsi all'argomento della discussione. Ha mani particolarmente fredde e non gradisce essere toccata (implicitamente perché è una WASP del Connecticut). È repubblicana e non vuole che si sappia il suo orientamento politico.
Parla correntemente tedesco e francese (come la Chalke nella realtà). Secondo J.D. e molti pazienti il suo modo di visitare è freddo e meccanico, ma si segnala per la capacità di gestire con efficienza e precisione le situazioni di emergenza e arriva a superare in bravura J.D. nelle diagnosi, che invece erano sempre state il suo punto debole.
Elliot ha molti tabù riguardo al sesso, che attribuisce a sua madre. Inoltre, anche se è un medico, si imbarazza molto a pronunciare i nomi clinici per le parti riproduttive (si riferisce cioè alla vagina come "bajinga" o "Hoo-Hoo" e al pene come "il dondolino" o "lo schwing-schwong"). Talvolta ha anche difficoltà nel pronunciare esplicitamente l'espressione "il sesso", riferendosi a esso come "le richieste". In casa sua vige la regola che nessuno le può parlare mentre è sul gabinetto e lei stessa non può parlare con nessuno che sia sul gabinetto. Nell'episodio La mia grande mossa rivela che uno dei suoi seni si è sviluppato più lentamente dell'altro, ma "quello sinistro ha recuperato all'università". Una gag ricorrente nella quinta stagione è una sua fantasia sessuale circa il possedere una casa del sidro e catturare un ladro messicano di mele, che la insegue nella stanza di assaggio in cui fanno l'amore in modo che li possano sentire in tutta la distilleria. Altre gag ricorrenti coinvolgono il fatto che Elliot abbia una strana somiglianza con Gary Busey.
Sembra avere dita delle mani e gambe molto forti ed è molto brava ad andare sui rollerblade. Ha inoltre la fobia per le persone con i capelli rossi e le lentiggini.

## Carriera
Elliot ha studiato alla Brown University. Al Sacro Cuore comincia come specializzanda nella prima stagione. È co-supervisore insieme a J.D. durante il suo terzo anno. Si segnala per la capacità di gestire efficacemente le situazioni di emergenza, tanto che J.D. la paragona alla dea Kalì.
Alla fine del suo quarto anno al Sacro Cuore ottiene una borsa di studio in endocrinologia al centro medico universitario, a nord della contea, che però le viene ritirata dopo pochi giorni perché il suo collega di ricerca trova subito la cura alla malattia oggetto dello studio. Elliot trova quindi lavoro come medico generico in un ambulatorio pubblico e viene riassunta dal Sacro Cuore nel corso della quinta stagione (La mia palla ballerina) come assistente di ruolo. In seguito diventa un medico privato, pur rimanendo a lavorare al Sacro Cuore.

## Storia familiare
È l'unica figlia femmina di Simon e Lily Reid. Suo padre è primario di medicina in una clinica privata a Greenwich (Connecticut). È cresciuta in una famiglia ricca ma povera d'amore: ha attribuito le sue molte nevrosi al fatto che non è mai stata accudita dai suoi genitori.
Sua madre è un'alcolizzata che fa continuamente pressione su di lei circa la sua vita amorosa e il suo aspetto fisico. Ha avuto parecchie relazioni extraconiugali, anche con alcuni fidanzati di Elliot, la quale la reputa responsabile della sua insicurezza circa la sua vita sessuale. Ha detto una volta alla figlia:«Non lasciare mai che un uomo metta il suo tusaichecosa nella tua passerina».
Elliot inoltre ha problemi con suo padre: tenta continuamente di ottenere la sua attenzione e di dimostrargli che è un medico capace, ma quando rifiuta di prendere la specialità in ginecologia come lui desidera il padre le taglia il contributo finanziario, il che la obbliga a lasciare il suo appartamento e vendere le sue cose per mantenersi agli studi.
Elliot ha quattro fratelli, uno dei quali si chiama Barry e sembra essere gay. Elliot ha rivelato che una volta ha trovato alcune copie di Playgirl di Barry e che quest'ultimo ballava per alcuni uomini d'affari giapponesi. Ha inoltre un fratello chiamato Bradley, con il quale giocava a "I magnifici gemelli". Ha accennato nell'episodio pilota che tutti gli uomini nella sua famiglia sono medici (compresi il padre, il nonno e i suoi fratelli).
La famiglia, inoltre, ha avuto una domestica sudamericana di nome Consuelo, alla quale Elliot era molto legata. Elliot ha indicato che Consuelo svolse talvolta il ruolo materno al posto della sua vera madre. Quando lei aveva undici anni il padre di Elliot le disse che Consuelo era morta, ma la ragazza scoprì che l'uomo l'aveva fatta cacciare perché metteva delle forcine nel cassetto dei coltelli in cucina.
Elliot inoltre ha una prozia di nome Sally e un prozio demente, che porta una benda sull'occhio e dice «Honka Honka» quando va in bagno.

## Rapporti con gli altri personaggi

### J.D. e altre relazioni sentimentali
Il legame più importante per Elliot in ospedale è senz'altro quello con J.D. I due hanno un rapporto complesso, che oscilla a lungo fra amicizia e amore nel corso della serie, tanto che in diverse occasioni vengono paragonati a Rachel e Ross della sitcom Friends, a Ted e Robin di How I Met Your Mother e a Penny e Leonard Hofstadter di The Big Bang Theory. Nel corso della prima stagione Elliot e J.D. provano forte attrazione reciproca, ma J.D. è frenato dall'atteggiamento competitivo di lei. Dopo essere stati interrotti dal dottor Cox mentre stavano per scambiarsi il primo bacio J.D. non riesce a ottenerlo da Elliot nell'arco delle 48 ore successive e approda nella "zona amici". Elliot invita a cena un suo ex paziente, Sean Kelly, ma si rende conto di non essere pronta ad affrontare una relazione a causa dello stress da specializzanda. Quando J.D. esce con l'assistente sociale Alex Hanson Elliot cerca di metterlo in guardia sulla possibilità che sia una tossicomane, ma lui interpreta il suo atteggiamento come gelosia. Quando J.D. si rende conto che Elliot ha ragione i due divengono ufficialmente una coppia e trascorrono la giornata successiva facendo l'amore. Nonostante l'entusiasmo dei primi giorni il rapporto diviene teso e violento, fino a terminare pochi mesi dopo. Restauratasi l'amicizia grazie alla mediazione di Turk Elliot si rende conto di provare ancora sentimenti per J.D. e lo confida a Jordan. Tuttavia lei tradisce la sua fiducia rivelandolo al diretto interessato durante l'ultima puntata della prima stagione.
L'anno successivo i genitori di Elliot le tagliano il contributo finanziario per sostenere gli studi, dal momento che rifiuta di scegliere la specializzazione di ginecologia come loro desiderano. Dopo essere stata sfratatta e avere vissuto per qualche giorno in un furgone accetta di condividere l'appartamento con Turk e J.D. Quest'ultimo una notte irrompe nella sua stanza e ha un rapporto con lei. I due decidono di basare la loro relazione unicamente sul sesso, al fine di evitare un esito simile al precedente, ma pochi giorni dopo appare chiaro il conflitto di interessi: J.D. si accorge di essere innamorato della collega, ma lei interrompe il rapporto senza che lui abbia la possibilità di rivelarle i propri sentimenti.
In seguito Elliot ha una breve storia con Paul Flowers, affrontando il sarcasmo dei colleghi per un rapporto di coppia asimmetrico a rovescio (lui infermiere, lei medico).
Nella terza stagione riprende la relazione con Sean, malgrado lui debba partire per la Nuova Zelanda e questo significhi affrontare una relazione a distanza. Si rifidanza con J.D. quando lui le rivela i propri sentimenti. Tuttavia, la sera stessa in cui il loro rapporto riprende, egli si rende conto di desiderare solo quello che non può avere e di non amarla veramente. Cerca di farla tornare insieme a Sean durante il matrimonio di Turk e Carla, ma Elliot gli risponde che nemmeno lei era seriamente innamorata di Sean, altrimenti non lo avrebbe lasciato tanto rapidamente.
All'inizio della quarta stagione Elliot inizia a frequentare Dan, il fratello di J.D., il quale non è affatto contento, ma coglie l'occasione per ritrovare l'amicizia con Elliot. Verso la fine della stagione la dottoressa conosce un ragazzo di nome Jake, che trova straordinario per il modo in cui sa incoraggiarla ad affrontare le sue paure e mettersi in gioco: grazie al suo appoggio Elliot si candida per una borsa di studio in endocrinologia in un ospedale universitario e la vince.
Nella quinta stagione Elliot si sente umiliata dal fatto che il collega della borsa di studio trovi la cura e quindi la borsa di studio viene sospesa. Contemporaneamente le differenze fra lei e Jake diventano sempre più evidenti e profonde, finché lei lo lascia e torna da J.D., aiutandolo a terminare la gara di triathlon che lui aveva iniziato.
Nella sesta stagione Elliot si fidanza con Keith Dudemeister, ex specializzando di J.D. e medico anch'esso al Sacro Cuore; egli ha un carattere debole e inizialmente Elliot lo sottomette facilmente e lo usa come schiavetto. Arriva quindi al punto di sposarlo, ma poi ritorna con il primo.
Nella settima stagione Elliot e J.D. sembrano negare i loro reciproci sentimenti, mentre tutto lo staff dell'ospedale commenta che stanno per rimettersi insieme, cosa che avviene nei primi episodi dell'ottava stagione, nella quale i due medici sono finalmente una coppia serena. Scoprono inoltre che Sean è il nuovo compagno di Kim, la madre del figlio di J.D.; si sono dunque scambiati i rispettivi partner.
All'inizio della nona stagione Elliot appare come guest star ed è presentata come la moglie di J.D., incinta di una bambina.

### Carla
Carla diviene ben presto il punto di riferimento nonché migliore amica di Elliot. All'inizio non si sono piaciute: ciascuna delle due trovava l'altra arrogante, ma la vicinanza con JD e Turk ha permesso alle due di trascorrere sempre più tempo insieme, tanto che la loro amicizia è nata spontaneamente sebbene talvolta le due si scontrino, avendo entrambe la tendenza a controllare spasmodicamente ogni aspetto della loro vita. Un altro aspetto contrastante del loro rapporto è il fatto che vengono da due estrazioni sociali diverse; a fine puntata però si riconciliano grazie al legame di affetto che le unisce. Inoltre Elliot è damigella al matrimonio di Carla, così come l'infermiera era stata scelta come damigella per il matrimonio tra Elliot e Keith (che non si è mai svolto). Carla spesso la rimprovera, ma solo per il suo bene, quando la vede sbagliare, ma lo fa sempre con affetto.

### Perry Cox
Il rapporto di Elliot con il dottor Cox, che la chiama Barbie, è sempre difficile e conflittuale. Durante la prima serie la giovane si sente in soggezione ed entra in difficoltà quando deve prendere una decisione davanti a lui. J.D., invece, le spiega che per ottenere il suo rispetto deve avere il coraggio di contraddirlo. Ciononostante il dottor Cox continuerà a bistrattarla.
Durante la quinta stagione Elliot cerca di aiutare Cox, che le sembra in crisi e incapace di prendere una decisione, ma lui la schernisce. Elliot quindi lo affronta dicendogli che anche se è stata in contrasto con lui in passato non gli ha mai mancato di rispetto, mentre non è avvenuto lo stesso da parte sua; il dottor Cox, quindi, le confida che era effettivamente in crisi. Questo ristabilisce l'equilibrio nel loro rapporto. Quando Elliot diventa medico privato Cox la definisce una mercenaria, visto che lui disprezza da sempre quella categoria di medici, ma alla fine i due torneranno ad avere il solito rapporto che, da parte di lei, diventerà molto più informale, visto che non è più una sottoposta di Perry.

### L'Inserviente
Per un certo periodo di tempo l'inserviente è stato innamorato di Elliot (di cui conosce il nome solo successivamente, mentre si rivolge a lei fondamentalmente come "dottoressa bionda") perché era l'unica persona dell'ospedale a trattarlo come un essere umano e non come un derelitto. Dopo avere capito che la ragazza non ricambia il suo sentimento, ma prova solo simpatia, l'Inserviente afferma di non provare più niente per lei, ma solo amicizia.